# Cristina Roca i Grau
Cristina Roca Grau (Barcelona, 29 de març de 1984) és una portera d'hoquei sobre patins catalana, ja retirada.
Va jugar durant la seva trajectòria esportiva al Centre d'Esports Arenys de Munt, amb el qual va aconseguir dues Lligues catalanes el 2000 i 2002, i dos Campionats d'Espanya el 1999 i 2004. Internacional amb la selecció espanyola, va guanyar dos subcampionats d'Europa el 2001 i 2003. Amb la selecció catalana d'hoqueis sobre patins, va formar part de l'equip que va disputar el primer partit internacional contra Portugal el desembre de 2003. Va retirar-se al final de la temporada 2007-08

## Palmarès
Clubs
- 2 Lligues catalanes d'hoquei sobre patins femenina: 1999-00, 2001-02
- 2 Campionats d'Espanya d'hoquei sobre patins femení: 1998-99, 2003-04

Selecció espanyola
- 2 medalles d'argent al Campionat d'Europa d'hoquei patins femení: 2001, 2003